# Fredrik Leth
Fredrik Johan Leth, född den 2 mars 1850 i Kristianstad, Kristianstads län, död den 9 januari 1919 i Stockholm, var en svensk militär (generallöjtnant). Han var bror till Hugo Leth och far till Axel Leth.

## Biografi
Leth avlade officersexamen vid krigsskolan på Karlberg och utnämndes 1869 till underlöjtnant i Wendes artilleriregemente. Åren 1879–1889 tillhörde Leth artilleristaben, 1877–1878 var han lärare vid Krigsskolan, 1878–1880 lärare vid skjutskolan för infanteri- och kavalleriofficerare samt 1884–1890 lärare vid Krigshögskolan. Sedan Leth 1891–1893 tillhört generalstaben och därefter under ett halvt års tid Andra Göta artilleriregemente, återbördades han 1894 till Wendes artilleriregemente, där han 1895 blev överste och chef. År 1903 utnämndes Leth till generalmajor samt generalfälttygmästare och inspektör för artilleriet, 1910 till generallöjtnant. År 1889 blev han ledamot av Krigsvetenskapsakademien, 1909 militär ledamot av Högsta domstolen och 1910 inspektör för militärläroverken.
Leth gjorde sig känd som en synnerligen framstående ballistiker och utgav 1882 Yttre ballistik och tabellinskjutning. Åren 1894 och 1895 var han chef för fältartilleriets skjutskola och verkade därvid kraftigt för införandet av förenklade och förbättrade skjutmetoder vid fältartilleriet. Under den tid Leth verkade som generalfälttygmästare genomfördes i huvudsak 1901 års härordning, vilken medförde stora förändringar för artilleriet. I enlighet med densamma riktades svenska artilleriet med ett nytt vapenslag, positionsartilleriet, varjämte fästningsartilleriet betydligt utvidgades och delvis försågs med modern materiel.
Vid fältartilleriet genomfördes omorganisationen på batterier om fyra pjäser i stället för förutvarande sex, varjämte ombeväpningen med snabbskjutande fältkanoner fullbordades och moderna haubitser anskaffades till fälthaubitsdivisionerna. För samtliga delar av artilleriet utarbetades dessutom nya exercisreglementen, skjutinstruktioner och fältutrustningslistor under Leths tid. Han avgick 1915 från beställning på stat och ur Högsta domstolen, men var 1916–1917 fortsatt inspektör för militärläroverken. Åren 1912–1918 var han ordförande i Direktionen för arméns pensionskassa. Dessutom var han ordförande eller ledamot av ett flertal kommittéer. Leth vilar på Östra begravningsplatsen i Kristianstad.

## Utmärkelser
- Kommendör med stora korset av Svärdsorden, 6 juni 1911.[2]
- Kommendör av första klassen av Svärdsorden, 15 maj 1903.[3]
- Kommendör av andra klassen av Svärdsorden, 1 december 1899.[4]
- Riddare av första klassen av Svärdsorden, 1889.[5]
- Kommendör av första graden av Danska Dannebrogorden, tidigast 1905 och senast 1908.[6][7]